# Laurent Brochard
Laurent Brochard (født 26. marts 1968) er en fransk tidligere professionel cykelrytter, som har cyklet for det professionelle cykelhold Bouygues Télécom.
Han er kendt for at have en karrakteristisk hestehale flagrende bagud ved hans hjelm. Han er også en af de ældste ryttere der har deltaget i Tour de France.
Laurent Brochard blev verdensmester i landevejcykling i 1997 foran danske Bo Hamburger på andenpladsen.